# ふたりのキャンバス
『ふたりのキャンバス』は、NHK広島放送局制作のヒロシマ8.6ドラマとしてNHK総合で2017年8月5日に放映された日本のテレビドラマである。主演は小芝風花。

## 概要
高校生が被爆体験証言者の記憶にある印象的な場面を描く「原爆の絵」。10年前から広島市立基町高等学校で行われている取り組みを題材にしたドラマ。被爆体験を想像すらできなかった少女と、自分の体験を伝えることの難しさを感じていた老人。「原爆の絵」を通じて、変わっていく姿を瑞々しく描き出す物語。
被爆70年を機に2014年からNHK広島放送局で制作されている「ヒロシマ8.6ドラマ（ひろしまはちろくどらま）」を冠した地域発ドラマの第3作で、全国放送に先立って8月1日に中国地方で先行放送。九州・沖縄地方は水害報道番組の影響で8月27日に放送。また、ドラマのモデルとなった広島市立基町高校美術部の生徒たちと被爆者の活動を取材した関連番組『高校生が描く“原爆の絵”～ヒロシマ8.6ドラマ「ふたりのキャンバス」の舞台裏～』が7月14日に放送された（中国地方向け）。
撮影は2017年5月13日に基町高校からはじまり、広島市内オールロケで行われた。

## あらすじ
広島市の高校の美術コースに通う里保（小芝風花）は、憧れのクラスメイト奏美（中村ゆりか）が、「原爆の絵」に取り組むと聞き、自分も参加することにする。被爆体験証言者の記憶に強く残っている場面を聞き取り、何度も打ち合わせを重ねて1年がかりで1枚の油絵を仕上げていく。里保が担当することになったのは、雄造（近藤正臣）。原爆の落ちた日、家族を失い、燃える家を見つめていた時のことを絵にしてほしいと言う。自分の日常とはかけ離れた話をどう描いていいか分からない里保。高校生が自分の話を絵にすることができるのか半信半疑の雄造。対話を重ねるうちに、少しずつお互いを知っていく二人。里保は、奏美とも被爆体験を絵にすることの難しさを共有しながら親しくなっていく。雄造とも、奏美ともわかり合えるようになってきたと思った矢先、里保の言動が、二人との関係を危うくすることに・・・

自らの想像を超える体験をした人を分かろうと努力することで、成長していく高校生の姿を瑞々しく描き出す物語。

## 登場人物
柳井 里保〈16〉
演 - 小芝風花
広島市の高校の美術コースに通うごく普通の16歳。絵は好きだが、描くのが遅い。要領が悪い自分に不満はあるが、何かきっかけさえあれば大きく成長できるかもしれないという期待もある。絵が上手く、大人びた雰囲気をもつ奏美に憧れ、一緒に「原爆の絵」に取り組むことにする。
遠藤 雄造〈82〉
演 - 近藤正臣
10歳の時に被爆した体験を持つ82歳。妻に先立たれ、一人暮らし。今まで一切話してこなかった被爆体験の証言を最近になって始めた。自分の記憶の中の光景を高校生が絵に描いてくれると聞き、興味をもって依頼することにした。
窪 奏美
演 - 中村ゆりか
里保と同じ美術コース1年のクラスメイト。学業・美術ともに成績優秀で、周囲から一目置かれているが、寡黙で大人びた雰囲気から近寄りがたいと思われている。一緒に「原爆の絵」に取り組む里保に、少しずつ心を開き始める。
大野 稔
演 - 大浜直樹
根本 知子
演 - 安部洋花
高嶋 陸
演 - 興津正太郎
弁当屋の金子
演 - 林英世

## スタッフ
- 脚本 - 中澤香織
- 音楽 - 小林洋平
- 演出 - 熊野律時（NHK広島放送局）
- 制作統括 - 田中意澄 （NHK広島放送局）